# Mode panique
En informatique, dans le domaine de la compilation, le mode panique est un cas particulier de mode dégradé, c’est-à-dire une méthode de récupération sur erreur.
Par exemple, lorsqu'une erreur survient lors d'une analyse syntaxique, l'analyseur supprime un à un chaque prochain symbole jusqu'à ce qu'il atteigne un symbole permettant de se resynchroniser.